# آلجاندرو سالازار
آلجاندرو سالازار (انگلیسی: A.CHAL؛ زادهٔ) موسیقی‌دان است. وی از سال ۲۰۱۳ میلادی تاکنون مشغول فعالیت بوده‌است.